# Florent Mulot
Florent Mulot (8 de abril de 1992) es un deportista francés que compitió en tiro con arco, en la modalidad de arco recurvo.
Ganó una medalla de plata en el Campeonato Mundial de Tiro con Arco en Sala de 2016 y una medalla de plata en el Campeonato Europeo de Tiro con Arco en Sala de 2017, ambas en la prueba por equipo.

## Palmarés internacional
| Campeonato Mundial en Sala | Campeonato Mundial en Sala | Campeonato Mundial en Sala | Campeonato Mundial en Sala |
| Año                        | Lugar                      | Medalla                    | Prueba                     |
| -------------------------- | -------------------------- | -------------------------- | -------------------------- |
| 2016                       | Ankara (Turquía)           | Medalla de plata           | Equipo                     |
| Campeonato Europeo en Sala |                            |                            |                            |
| Año                        | Lugar                      | Medalla                    | Prueba                     |
| 2017                       | Vittel (Francia)           | Medalla de plata           | Equipo                     |